# Мошенник (Остаться в живых)
«Мошенник» (англ. Confidence Man) — восьмая серия первого сезона американского телесериала «Остаться в живых». Эпизод был снят Такером Гейтсом, сценарий написан Дэймоном Линделофом. Впервые показан 10 ноября 2004 года на телеканале ABC. Центральный персонаж серии — Сойер, который вспоминает одну из своих афер. 18.44 миллионов человек посмотрели эту серию.

## Сюжет

### Воспоминания
За некоторое время до авиакатастрофы у Сойера был роман с некоей Джессикой. В постели она призналась ему в любви. Сойер опаздывал на деловую встречу и, попросив дождаться его, достал с полки чемодан. Оттуда якобы случайно вывалились пачки денег. Джессика заинтересовалась, зачем Сойер берёт их на встречу, и он рассказал, что собирается вложить 300 тысяч долларов в очень прибыльное предприятие. Так как он не успел собрать всю сумму, любовница предложила одолжить ему недостающие 160 тысяч.
Под видом делового партнера Сойер встретился за ланчем с её мужем Дэвидом, без согласия которого Джессика не могла получить деньги. Чтобы завоевать их доверие, Сойер предложил Дэвиду забрать на день его долю. Далее становится ясно, что Сойер — мошенник, а те 140 тысяч, что были в чемодане, занял на время у своего приятеля-бандита Клио. Предполагалось, что Дэвид попадется на крючок и одолжит Сойеру деньги, которых, конечно, больше никогда не увидит. Когда Сойер пришёл домой к Джессике и Дэвиду, чтобы завершить сделку, он увидел их маленького сына и неожиданно передумал. Позже выяснилось, что именно так Сойер лишился родителей. Отменив сделку, он поспешно ушёл.

### События
Возвращаясь из леса, где она собирала фрукты, Кейт увидела, как из океана голым выходит Сойер. Они немного пофлиртовали друг с другом, а потом Сойер заметил, что Бун роется в его тайнике в джунглях и избил его. Тем временем в пещерах Джек обрабатывал рану Саида. Саид рассказал, что его ударили сразу после того, как он увидел сигнальную ракету Сойера, и тот, кто его ударил, явно не хотел, чтобы он засек французский сигнал бедствия и намеренно разбил трансивер.
Далее избитый Бун и Шеннон пришли в пещеры к Джеку. От них он узнал, что Сойер избил Буна, когда тот потребовал вернуть украденные у них вещи. Среди них был ингалятор Шеннон. Она скрывала, что у неё астма, и теперь, оставшись без лекарства, запаниковала и начала задыхаться. Разыскав Сойера, Джек потребовал, чтобы он вернул ингалятор, но ничего не добился.
Пока Сун снимала приступ астмы, прикладывая к шее Шеннон листья эвкалипта, Саид с разрешения Джека привязал Сойера к дереву и пытал его, загоняя под ногти тонкие палочки. Оказалось, что Саид неоднократно занимался этим раньше, когда служил в армии Ирака. Пообещав рассказать о местонахождении ингалятора одной лишь Кейт, Сойер потребовал, чтобы она поцеловала его в обмен. Неохотно она выполнила его просьбу, и тогда Сойер признался, что не знает, где лекарство, а книгу Буна нашёл. Саид, разозлившись, набросился на Сойера, началась драка, и Саид случайно воткнул нож в руку Сойера, попав в артерию. Джек спас Сойера. После этого инцидента Саид, испытывая чувство вины за содеянное, ушёл в поход, чтобы исследовать остров.
Тем временем Чарли пытался уговорить беременную Клер перебраться в пещеры, где было безопаснее, чем на пляже. Между ними завязались дружеские отношения.
Проснувшись с перебинтованной рукой, Сойер увидел у своей лежанки Кейт. Он заставил её прочитать письмо, с которым не расставался, чтобы она поняла, что он за человек. По штампу Кейт поняла, что письмо адресовано не Сойеру, а он сам написал его для кого-то. Из письма стало ясно, что родителей Сойера разорил один мошенник, после чего его отец убил мать и застрелился. Сойер презирал себя за то, что стал таким же, как тот человек, и пытался вызвать ненависть к себе у всех остальных.